# Sweet Dream
Pour l’article ayant un titre homophone, voir Sweet Dreams.
Sweet Dream est une mini-série en 3 épisodes de 26 minutes, réalisée par Jean-Philippe Amar et diffusée entre le 1er et le 15 juin 2009 sur Canal+, dans la Nouvelle Trilogie 4. En Belgique et au Luxembourg, elle a été diffusée sur BeTV.
Sweet Dream est une histoire d’amitié sans concessions dans l’univers brut des ados d'aujourd'hui.

## Fiche technique
- Titre : Sweet Dream
- Réalisation : Jean-Philippe Amar
- scénario : Gaëlle Royer et Jean-Philippe Amar
- Producteur : Gilles Galud (La Parisienne d'Images)
- Directeur de la Photographie : Emmanuel de Fleury
- Chef Décorateur : Laurent Piron
- Chef Monteur : Raphaël Peaud
- Musique Originale : Julien Jabre et Michaël Tordjman, Basic Recordings
- Musique Générique début : Ashburies Walk away
- Pays d'origine : France
- Genre : Teen movie ultra réaliste
- Durée : 3x26 minutes

## Distribution
- Pénélope Lévêque : Capucine
- Axel Boute : Enzo
- Félix Moati : Julien
- Heloïse Adam : Clémence
- François Civil : Thomas
- Côme Levin : Cyril
- Maïa Gueritte : Esther
- Bruno Slagmulder : Fabrice
- Emma de Caunes : Adèle
- Gauthier Battoue : Benjamin
- Astrid Roos : Sandra
- Anne Benoît : mère d'Enzo
- Guy Lecluyse : Tonino